# Xenocoelidia charisma
Xenocoelidia charisma är en insektsart som beskrevs av Kramer 1967. Xenocoelidia charisma ingår i släktet Xenocoelidia och familjen dvärgstritar. Inga underarter finns listade i Catalogue of Life.